# NGC 2346
NGC 2346是位於麒麟座中，靠近天球赤道的一個行星狀星雲，在麒麟座δ的東南東方距離不到1度之處。它被非正式地稱為蝴蝶星雲。星雲明亮而顯眼，視星等為9.6， 並已被廣泛研究。它最顯著的特徵之一是其異常低溫的中心恆星，這是一對光譜聯星，以及它不尋常的形狀。
這個星雲呈現雙極性，氣體流出速度適中，在8〜11km/s的範圍內，而中心則由膨脹的分子氣體環包圍。星雲的電子密度約為每立方釐米400。星雲的電離是來自聯星伴星的紫外線發射的結果。更強的紅外輻射來自以16 km/s膨脹的分子帶輻射。星雲中分子氣體的質量估計在0.34〜1.85 M☉的範圍內，並且遠大於電離氣體的質量。
中心恆星是由一顆A型次巨星和O型次矮星恆星組成的聯星。該系統的軌道週期為16.00±0.03天，也是變光週期，可能是由於它周圍的軌道上有塵埃。塵埃本身被中心恆星加熱，因此NGC 2346在光譜的紅外部分異常明亮。當兩顆恆星中的一顆演化成紅巨星時，它吞沒了它的伴星，並從自身的大氣層中剝離了一圈物質。當紅巨星的核心暴露時，一股快速的恆星風從環的兩側膨脹成兩個"氣泡"。.

## 外部連結
- 维基共享资源上的相關多媒體資源：NGC 2346
- 每日一天文圖（成大物理分站）: NGC 2346